# Raffaele Fornari
Raffaele Fornari (ur. 23 stycznia 1787 w Rzymie, zm. 15 czerwca 1854 tamże) – włoski kardynał.

## Życiorys
Urodził się 23 stycznia 1787 roku w Rzymie. Studiował w rodzinnym mieście, uzyskując doktorat z teologii. Po studiach został wykładowcą, a następnie kanonistą Penitencjarii Apostolskiej. 24 stycznia 1842 roku został tytularnym arcybiskupem Nicei, a 3 kwietnia przyjął sakrę. W okresie od stycznia do grudnia 1842 roku był nuncjuszem w Belgii, a w latach 1842–1850 – we Francji. 21 grudnia 1846 roku został kreowany kardynałem in pectore. Jego nominacja na kardynała prezbitera została ogłoszona na konsystorzu 30 września 1850 roku i nadano mu kościół tytularny Santa Maria sopra Minerva. W 1851 roku został prefektem Kongregacji ds. Edukacji Katolickiej. Zmarł 15 czerwca 1854 roku w Rzymie.